# Ezilenlerin Sosyalist Partisi

Parteilogo

Die Ezilenlerin Sosyalist Partisi (ESP, kurdisch Partiya Sosyalîst a Bindestan), deutsch Sozialistische Partei der Unterdrückten, ist nach eigener Einstufung eine militant und revolutionär ausgerichtete politische Partei in der Türkei, die sich nach den Lehren von Enver Hoxha richtet. Als Vorsitzende fungiert Sultan Ulusoy, zu den Gründungsmitgliedern zählte 2010 Figen Yüksekdağ, die spätere Vorsitzende der Demokratischen Partei der Völker (HDP).
Am 21. Juni 2013 wurden 18 Mitglieder der an den Gezi-Park-Protesten von 2013 beteiligten ESP unter dem Vorwurf der „Mitgliedschaft in einer terroristischen Vereinigung“ und der „Zerstörung öffentlicher Güter“ inhaftiert. Zuvor hatte die Polizei am 18. Juni bei Razzien Dutzende ESP-Mitglieder in ihren Wohnungen festgenommen und Büros der Zeitung Atılım sowie der Nachrichtenagentur ETHA durchsucht, die beide der kleinen linksgerichteten Partei nahestehen sollen. Der türkische Innenminister Muammer Güler erklärte, der „seit einem Jahr vorbereitete“ Polizeieinsatz habe sich gegen die „terroristische Organisation“ Marxistisch-Leninistische Kommunistische Partei (MLKP) gerichtet, die sich ebenfalls an den Protesten im Gezi-Park beteiligt hatte.
Auf die Jugendorganisation der Partei, der Sosyalist Gençlik Dernekleri Federasyonu (SGDF) wurde am 20. Juli 2015 ein Bombenattentat verübt. Während einer Razzia in Istanbul im Stadtteil Gaziosmanpaşa im Dezember 2015, starben zwei Mitglieder der Partei.